# Нормальні люди
«Нормальні люди» (англ. Normal People) — другий роман ірландської письменниці Саллі Руні, уперше виданий в 2018 році. Книга стала бестселером в США, було проданого майже 64 000 копії за перші 4 місяці, відтоді кількість проданих примірників перевищила мільйон. Роман потрапив до довгого списку Букерівської премії та виграв British Book Award. Книга перекладена понад 40 мовами, а у 2020 році на телеекранах з'явився серіал, знятий за її мотивами з однойменною назвою «Нормальні люди», який мав рекордну кількість переглядів  Hulu та BBC Three.

## Сюжет
У школі Маріанна з Коннеллом вдають, наче не знають одне одного. Він — популярний та улюблений усіма, вона — самотня дивачка, з якої відкрито насміхаються. Однак між ними виникає дивовижний зв’язок, який вони вирішують тримати в таємниці і який відтоді назавжди змінює їхні життя. Пізніше, у дублінському коледжі, Маріанна впевнено вписується у тамтешнє товариство, а Коннелл незграбно шукає своє місце серед столичної богеми.
За роки навчання вони постійно кружляють одне довкола одного, то віддаляються, то зближуються, але все одно між ними лишається щось, що неймовірним чином притягує їх одне до одного. Поміж іншими стосунками, Маріанниним потягом до саморуйнування, Коннелловою депресією вони випробовують, як далеко можуть зайти у своєму прагненні бути просто собі нормальними людьми і врешті — несподівано врятувати одне одного.

## Екранізація
Прем'єра серіалу відбулась на BBC Three у Великій Британії 26 квітня 2020 року, після чого виходили щотижневі випуски на BBC One. Прем'єра в Ірландії відбулась на телеканалі RTÉ One 28 квітня 2020 року. У США серіал вийшов у повному обсязі на Хулу 29 квітня 2020 року. Серіал отримав високу оцінку з похвалою за гру акторів, сценарій та зображення зрілого змісту.

## Український переклад
Нормальні люди [Текст] / Саллі Руні ; пер. з англ. Анастасії Коник. — Львів : Видавництво Старого Лева, 2020. — 312 с.

### Рецензії
- Тетяна Лукинюк. Знакова книга про кохання. Рецензія на роман Нормальні люди [Архівовано 21 лютого 2022 у Wayback Machine.] («Новое время», 7.07.2020)
- Марина Степурська. Залишатися звичайним: рецензія на книгу Саллі Руні «Нормальні люди» [Архівовано 29 квітня 2021 у Wayback Machine.] («Видавництво Старого Лева», 30.09.2020)